# Ambonil
 Ambonil  es una población y comuna francesa, en la región de Ródano-Alpes, departamento de Drôme, en el distrito de Valence y cantón de Loriol-sur-Drôme.

## Demografía
| 65 | 75 | 59 | 59 | 69 | 100 |
| Para los censos de 1962 a 1999 la población legal corresponde a la población sin duplicidades (Fuente: INSEE [Consultar]) |    |    |    |    |     |